# Arophyton
Arophyton là một chi thực vật có hoa trong họ Ráy

## Loài
Chi này gồm các loài sau:
- Arophyton crassifolium
- Arophyton humbertii
- Arophyton buchetii
- Arophyton pedatum
- Arophyton simplex
- Arophyton tripartitum
- Arophyton rhizomatosum